# Squartamento

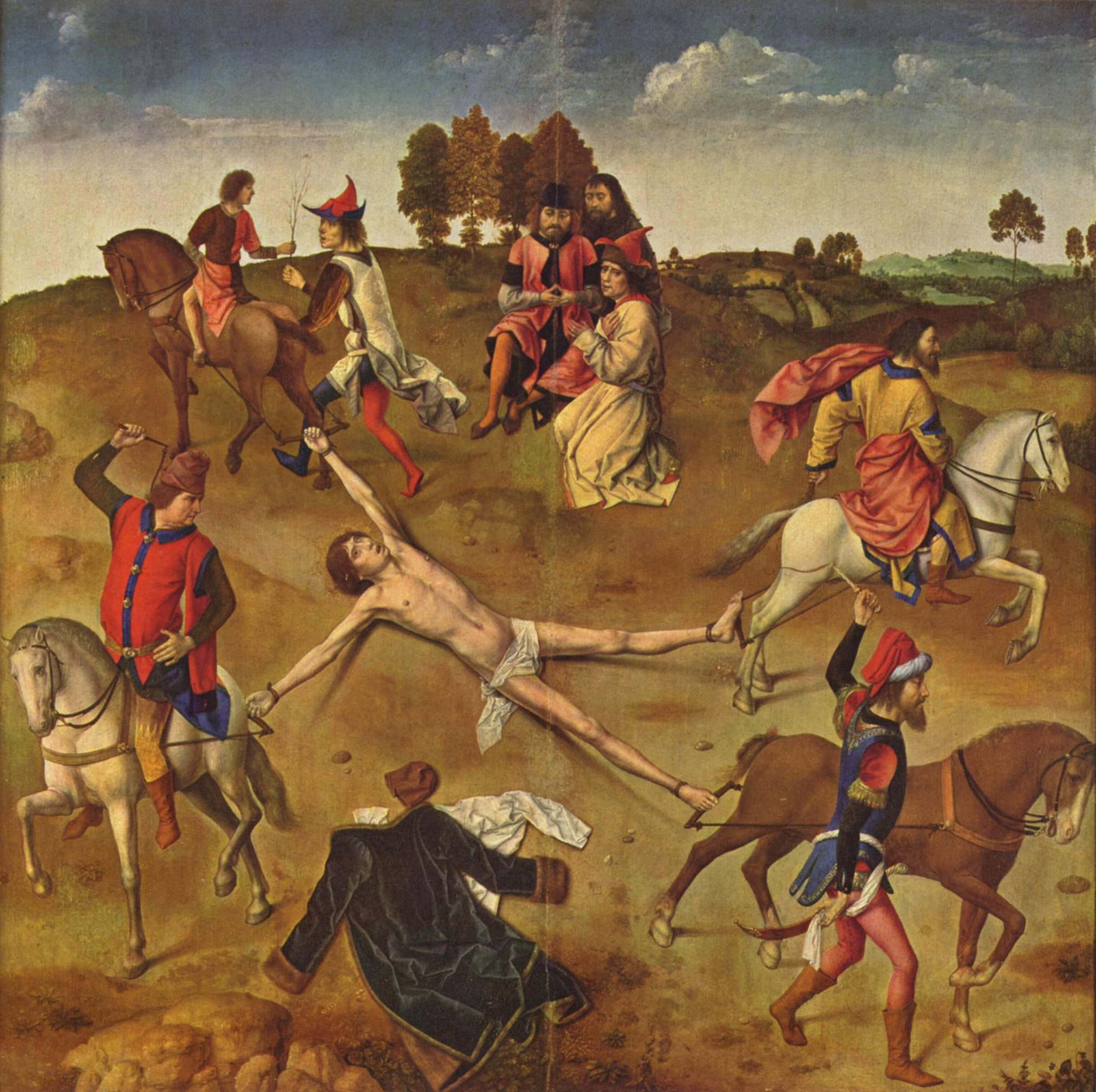
Lo squartamento di Ippolito, di Dieric Bouts

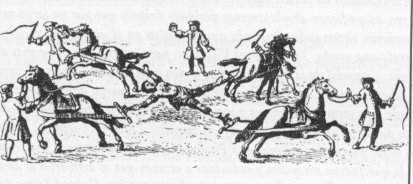
L'esecuzione di Túpac Amaru II

Lo squartamento è una forma di esecuzione della pena di morte consistente nella divisione del corpo del condannato in più parti. Lo squartamento poteva avvenire dopo la morte provocata con altro supplizio (spesso l'impiccagione) oppure essere la causa di decesso. In aggiunta spesso il cadavere squartato veniva esposto in uno o più luoghi pubblici come deterrente.

## Regno Unito
Nel Regno Unito l'espressione hanged, drawn and quartered indicava una modalità di pena capitale alla quale erano condannati i colpevoli di alto tradimento.

## Altri Stati
Nello stesso periodo lo squartamento fu "importato" anche negli altri paesi europei, ma venne inizialmente poco utilizzato. In Germania se ne fece ricorso per giustiziare l'assassino seriale Peter Nirsch.
In Francia la pena era riservata ai regicidi perché ritenuta un valido deterrente per la folla di spettatori. Così venne ucciso nel 1610 François Ravaillac, l'assassino del re Enrico IV di Francia, e nel 1757 fu giustiziato con lo stesso metodo Robert François Damiens per un fallito attentato al re Luigi XV. Questo tipo di squartamento era diverso da quello usato nel Regno Unito: infatti venivano legate le braccia e le gambe del condannato a dei cavalli i quali, aizzati in direzioni diverse, provocavano lo spezzamento dell'addome (ma per atto di misericordia il boia troncava di netto la testa quando vedeva che le membra cominciavano a lacerarsi). Il 17 aprile 1792, questo supplizio fu abolito e la ghigliottina (ideata in quello stesso anno) divenne l'unico metodo d'esecuzione.
In Portogallo il marchese di Pombal ordinò che Giambattista Pelle, un italiano che aveva ordito un attentato contro lo stesso ministro, fosse squartato da quattro cavalli. Dopo lo squartamento, il condannato fu arso.
Nei Paesi Bassi, il vierendelen (letteralmente "dividere in quattro") era applicato ai colpevoli di regicidio. Le modalità di esecuzione erano le stesse dello squartamento francese (con uso di cavalli). Questa pratica fu abolita nel 1936.
In America Latina, il famoso Túpac Amaru II (1738 - 1781) venne squartato (con il sistema usato in Francia) nel maggio 1781, così come in Brasile il celebre Tiradentes.
Durante la Rivoluzione americana, la maggior parte dei coloni catturati vennero trattati come prigionieri di guerra, piuttosto che come traditori, e quindi venne loro risparmiata questa punizione.